# Pituicyty
Pituicyty – komórki neurogleju zaliczane do astrocytów. W części nerwowej przysadki mózgowej stanowią do 30% masy. Masa części nerwowej przysadki to około 0,125 g (25% masy całej przysadki mózgowej), więc masa pituicytów wynosi około 0,0375 g. Pituicyty dzielimy na:
Pituicyty włókniste – charakteryzują się skąpą cytoplazmą, licznymi i długimi wypustkami tworzącymi sieć. Główną rolą tego typu pituicytów jest podtrzymywanie włókien nerwowych (neurytów) oraz kontakt z naczyniami krwionośnymi.
Pituicyty protoplazmatyczne – otaczają aksony neuronów wydzielniczych. Przysadka mózgowa w części nerwowej składa się z trzech części: trzon lejka, wyniosłość przyśrodkowa, wyrostek lejka. W dwóch pierwszych pituicyty protoplazmatyczne występują w dużej ilości.
Pituicyty zawierają liczne lizosomalne ziarna lipofuscyny, które występują w różnych komórkach, takich jak na przykład: kardiomiocyty, neurony, hepatocyty.  Ziarna te są objawami starzenia się i/lub degeneracji komórek. Ziarna lipofuscyny często zawierają jony metali.